# 向山雅重
向山 雅重（むかいやま まさしげ、1904年7月6日 - 1990年1月24日）は、日本の郷土史家、民俗学者。

## 略歴
長野県上伊那郡宮田村生まれ。1921年から1963年まで上伊那郡内の小・中学校で教員を務める。教壇にたつかたわら三沢勝衛、有賀喜左衛門、柳田国男に師事し「郷土人の郷土研究」を進め、長野県文化財専門委員を務めた。1970年『信濃民俗記』で柳田賞を受賞。1986年日本民俗学会名誉会員となり、1987年中日新聞社会功労賞、1989年「信州伊那山村における民俗学的研究」で秩父宮記念学術賞受賞。『山国の生活誌 信州伊那谷 向山雅重著作集』全5巻がある。
宮田村には向山雅重民俗資料館がある。

## 著書
- 『山村小記』正続　山村書院 1941-1943 慶友社 1974
- 『山ぶどう』正続　宮田新聞社 1965-1967
- 『信濃民俗記』正続(考古民俗叢書) 慶友社 1968-1969
- 『日本の民俗 20　長野』第一法規出版 1975
- 『伊那谷と災害』(地域を考えるシリーズ) 北原優美編. 北原技術事務所 1982
- 『伊那谷の風土と人』北原優美編 北原技術事務所 1982
- 『伊那農村誌』(考古民俗叢書) 慶友社 1984
- 『山国の生活誌 信州伊那谷 向山雅重著作集』山国の生活誌編集委員会編. 新葉社

第1巻 (山国の衣食住) 1987
第2巻 (山国の生業 1988
第3巻 (山国の家族) 1988
第4巻 (山国の四季) 1988
第5巻 (民俗研究六十年) 1988
- 『伊那谷の民話集』採話, 小沢さとし編 郷土出版社 1991
- 『伊那谷の民俗 向山雅重写真集』向山資料保存会編 新葉社 1992
- 『甦る山国の生活誌 わたしたちの暮らしを見直す知恵 (向山雅重著作集)』新葉社, 2002

### 共編著
- 華誘山人『遠山奇談』校訂. 山村書院 1943
- 『社会科歴史地図』小竹文夫,肥後和男監修, 松崎貞良共編 古今書院 1956
- 『信濃ことわざ歳時記』市川健夫共著 信濃路 1970
- 『伊那谷のまつり 写真集』橋都正共著 すずさわ書店 1975
- 『民俗と芸能』(信州の文化シリーズ)解説, 柴崎高陽 写真. 信濃毎日新聞社 1981
- 『赤穂村を中心とせる生徒の集めた昔話 昭和十年前後の長野県赤穂女子実業学校女子生徒の採話集』編. 新葉社 1995

## 論文
- <向山雅重